# Emoia bogerti
Emoia bogerti — вид сцинкоподібних ящірок родини сцинкових (Scincidae). Ендемік Індонезії. Вид названий на честь американського герпетолога Чарлза Мітчілла Богерта.

## Опис
Довжина сцинка Emoia bogerti (без врахування хвоста) становить 6 см. Верхня частина тіла світло-коричнева, поцяткована більш темними, коричневими смугами. Нижня частина тіла сіра.

## Поширення і екологія
Emoia bogerti мешкають в горах Центрального хребта на заході Нової Гвінеї, зокрема в долинах Балієм і Ейпомек та в районі озер Паніай, а також в горах Арфак на півострові Чендравасіх, в районі озера Анггі-гіта. Вони живуть в чагарниковому і трав'янистому підліску тропічних лісів та у високогірних чагарникових заростях. Зустрічаються на висоті від 200 до 2000 м над рівнем моря. Відкладають яйця. В кладці 2 яйця.